# Lesmo
Lesmo (Lesmu in dialetto brianzolo, AFI: [ˈlɛzmu]) è un comune italiano di 8 284 abitanti della provincia di Monza e della Brianza in Lombardia.

## Storia
Le origini della città di Lesmo vengono fatte risalire all'epoca romana. Un primo nucleo del villaggio che poi, ingrossandosi nel corso dei secoli, è giunto a costituire il moderno paese è stato fondato nel I secolo a.C. nella valle del Pegorino (sulla riva del fiume Lambro), all'epoca della spedizione di Giulio Cesare verso la Gallia. Le due più grandi civiltà dell'Europa occidentale si contendono ancora oggi la paternità dell'origine del nome di Lesmo e in effetti la toponimia del paese pare ben accostarsi sia ad un'origine greca che ad una romana. L'insolito nome, così diverso dagli altri toponimi dei vicini paesi lombardi, ha persuaso molti storici che la città sia stata fondata da coloni greci al seguito delle spedizioni di Giulio Cesare, che su suo ordine si sarebbero lì stabiliti per offrire una base di rifornimento all'esercito romano nella pianura padana. In effetti il toponimo "Lesmo" ricorda fin troppo da vicino l'isola egea di Lesbo, patria della poetessa Saffo e della lirica monodica.
Altri studiosi propendono per un'origine "latina" di Lesmo, riconducendo il toponimo alla parola laetus, cioè "lieto". Secondo questa interpretazione, fin dall'epoca romana Lesmo era considerata una città ricca e prospera, dove il vivere è appunto "lieto", grazie alla fertilità dei suoi campi, concimati dal naturale laetamen delle bestie allevate nelle campagne. Altre interpretazioni ancora, vedono il toponimo come la contrazione di Laetissimus, vale a dire la famiglia aristocratica romana che possedeva qui una residenza in campagna e controllava le vaste proprietà fondiarie dei dintorni. Gli storici credono più probabilmente che Lesmo derivi da una latinizzazione di Laedeximum, primo gradino della scala di Brig sul fiume Lamber, come veniva chiamata dai Celti. Infatti grazie alla sua disposizione il paese si trova ai piedi della Brianza Lecchese, chiamata Briganzia dalle popolazioni galliche.

### Simboli
Lo stemma comunale è stato concesso con regio decreto del 24 agosto 1928.
Lo stemma comunale riprende il blasone della famiglia lombarda de Lesmo, con piccole modifiche nello smalto del campo e nell'ordine del fasciato: di rosso, al leone fasciato di nero e d'argento, lampassato di rosso.
Il gonfalone, concesso con decreto del presidente della Repubblica del 22 ottobre 1986, è un drappo partito di bianco e di rosso.

## Monumenti e luoghi d'interesse

### Architetture civili
All'interno del comune sono presenti numerose ville storiche.
A Lesmo:
- Villa Mellerio detta "il Gernetto", dal 1976 di proprietà del Credito Italiano e poi della Fininvest.
- Villa Belvedere, fu di proprietà della famiglia di Carlo Maria Maggi.
- Villa Novecento.
- Villa Ratti/Fenaroli, fu di proprietà della famiglia di Gaetano Ratti.
- Villa Sala, fu villa Curti.
- Villa Rosa.

A Peregallo:
- Villa Rapazzini, fu villa Simonetta.
- Villa Curti/Mattioli.
- Villa Spaggiari.

Villa Grondona (fu Casa del Fascio) e villa Messa (fu di proprietà della famiglia di Augusto Messa) sono state abbattute.

### Architetture religiose
Lesmo presenta anche diverse architetture religiose, tra cui la chiesa parrocchiale di S. Maria Assunta in Lesmo,la chiesa parrocchiale di San Carlo a Gerno,la più recente chiesa parrocchiale dell'Annunziazione a Peregallo (1967) e la chiesa della Presentazione di Gesù al Tempio a California.

## Società

### Evoluzione demografica
- 484 nel 1751 senza i 205 di Gerno
- 1044 nel 1771
- 831 nel 1805
- 1134 dopo annessione di Camparada nel 1809
- annessione ad Arcore nel 1811
- 1573 nel 1853
- 1629 nel 1859

Abitanti censiti

L'incremento della popolazione residente negli ultimi decenni è stato favorito dalla costruzione di numerosi centri residenziali di alto livello, e dal miglioramento dei collegamenti con le principali città più vicine, Monza e Milano.

### Etnie e minoranze straniere
Al 1º gennaio 2020 la popolazione straniera residente era di 615 persone. Le nazionalità maggiormente rappresentate erano:
1. Romania, 128
2. Albania, 42
3. Ecuador, 40
4. Marocco, 35
5. Perù, 33
6. Egitto, 32
7. Ucraina, 26
8. Moldova, 21
9. Sri Lanka, 19
10. Senegal, 18

## Cultura

### Istruzione

#### Scuole
All'interno del comune sono presenti: una scuola dell'infanzia, una scuola primaria e una scuola secondaria di primo grado, che sono parte dell'Istituto Comprensivo Statale di Lesmo, che comprende anche una scuola dell'infanzia e una scuola primaria a Correzzana e una scuola primaria a Camparada.

#### Biblioteche
Lesmo è dotata di una biblioteca comunale "Tarcisio Beretta", situata in via Marconi 22. La biblioteca fa parte del sistema bibliotecario CUBI, che riunisce 70 biblioteche, distribuite in 57 comuni nelle zone di Vimercate, Melzo e Melegnano.

## Infrastrutture e trasporti
La fermata ferroviaria di Lesmo, posta lungo la ferrovia Seregno-Bergamo, era servita da treni regionali cadenzati gestiti da Trenord nell'ambito del contratto di servizio stipulato con la Regione Lombardia. Dal 9 dicembre 2018 il servizio ferroviario è stato sostituito da un servizio effettuato da autobus del gruppo Ferrovie Nord Milano Autoservizi.
Nel comune sono presenti diverse fermate dell'autolinea D80 Monza-Arcore-Casatenovo-Barzanò-Oggiono operata da SAB Autoservizi. Inoltre per Lesmo passa la linea z317 operata da Nord-Est Trasporti, che connette Correzzana con l'istituto omnicomprensivo di Vimercate.
Fra il 1880 e il 1915 la località ospitò altresì una stazione della tranvia Monza-Barzanò-Oggiono.

## Economia
Lesmo era sede centrale della Banca di Credito Cooperativo di Lesmo, fondata l'11 dicembre 1964 come Cassa rurale ed artigiana. In seguito alla fusione con la BCC di Alzate Brianza, la sede di Lesmo è diventata filiale della BCC Brianza e Laghi.

### Industrie
A Gerno, frazione situata a Sud-Ovest del comune e a sua volta comunità separata da Lesmo fino al 1753, vi è la sede della Yamaha Racing, dove si trovano gli uffici amministrativi, e dove vi è anche il reparto ricerca e sviluppo corse. Qui infatti vengono studiati e sviluppati i motori e l'aerodinamica per le moto che corrono nei campionati mondiali. La vicinanza del circuito di Monza (che ha intestato a Lesmo due curve: "la prima e la seconda di Lesmo") permette alla società di rodare direttamente in pista i mezzi realizzati. La sede venne poi parzialmente chiusa in seguito al comunicato aziendale del 27 ottobre 2009.

## Amministrazione
| Anno di elezione | Sindaco eletto            | Lista o coalizione              |
| ---------------- | ------------------------- | ------------------------------- |
| 1993-1997        | Lucio Malagò              | Lega Nord                       |
| 1997-2002        | Lucio Malagò              | Lega Nord                       |
| 2002-2007        | Marco Desiderati          | Casa delle Libertà              |
| 2007-2012        | Marco Desiderati          | Casa delle Libertà              |
| 2012-2017        | Roberto Edoardo Antonioli | Lista civica di centro-sinistra |
| 2017-2022        | Roberto Edoardo Antonioli | Lista civica di centro-sinistra |
| 2022-2024        | Francesco Montorio        | Lista civica di centro-sinistra |
| 2024             | Lea Saporetti             | Commissario prefettizio         |
| dal 2024         | Sara Dossola              | Lista civica di centro-sinistra |